# Département télécommunications de l'Institut national polytechnique de Grenoble
 (janvier 2024).
Si vous disposez d'ouvrages ou d'articles de référence ou si vous connaissez des sites web de qualité traitant du thème abordé ici, merci de compléter l'article en donnant les références utiles à sa vérifiabilité et en les liant à la section « Notes et références ».
L’INP Grenoble Télécom (ou Département Télécommunications de l'Institut polytechnique de Grenoble) est une ancienne composante de l'INPG créée en 1999 à partir de la mise en commun de moyens de l’École nationale supérieure d'informatique et de mathématiques appliquées de Grenoble (ENSIMAG) et de l'École nationale supérieure d'électronique et de radioélectricité de Grenoble (ENSERG) dans le but de former des ingénieurs en télécommunications et informatique.
À la rentrée 2008, l’école a fusionné avec l’École nationale supérieure d'informatique et de mathématiques appliquées de Grenoble (ENSIMAG) et a été intégré au groupe Grenoble INP.